# Faraco (apellido)
Faraco es un apellido de origen italiano, con una no confirmada etimología de raíz griega, árabe o magiar, asentado en la España meridional (Andalucía) y Cataluña desde el siglo XVIII, y en América desde el XIX, con especial desarrollo en Brasil, Venezuela, Colombia y Estados Unidos.

## Expansión
Hasta donde permite su seguimiento documental en archivos parroquiales y otras fuentes administrativas o repertorios genealogistas, el apellido Faraco, con esta grafía (existen paralelismos etimológicos con farace, faraci, faraldo, faroaldo, faraldi, faralli, farallo, etc.) se documenta ya en el Reino de Nápoles, durante el siglo XVIII. Aún en el siglo XXI se concentran familias con este apellido en lugares específicos como el foco de Maratea, ciudad de los lucanos de la época griega abierta sobre el golfo de Policastro, en Basilicata, que aparecen referenciados en las líneas troncales españolas en archivos como el de la Colegiata de Santa María de Huéscar, en la diócesis de Guadix (Granada, España).
La expansión en Iberoamérica, conservando la línea de origen italiana, queda muy diversamente representada en Brasil. Aunque ha sido documentada asimismo en estudios socio-históricos como el realizado sobre el comercio colonial del café en la región venezolana de Coro, y, ya en el siglo XXI, en las redes sociales. También en Venezuela resultará notable la popularidad del matador César Faraco, de reconocida trayectoria internacional.

## Relevancia
Entre los 'faracos' con una posible relevancia enciclopédica, podrían mencionarse:
En Brasil: el escritor Sergio Faraco (1940); el cantante Márcio Faraco (1963); el profesor Carlos Alberto Faraco (1950);
En España: las actrices Pepa Faraco y Dolores Faraco; la pintora figurativa Faraco; el titiritero y escenógrafo David Faraco; el matemático Daniel Faraco; el locutor y escritor Carlos Faraco (1952);
En Italia, país de origen, donde no obstante puede considerarse un ‘apellido raro’: el actor Carmine Faraco;
En Venezuela: el torero César Faraco (1930- 2011).